# Lapilli

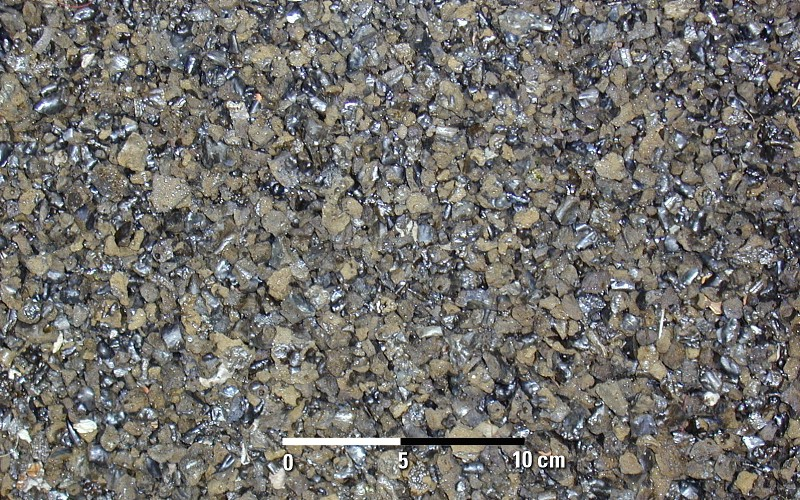
Lapilli van de Puu Puai, een verhoging die bestaat uit eruptiemateriaal van de Kilauea.

Met lapilli worden in de vulkanologie alle tefradeeltjes bedoeld tussen de 2 mm en 64 mm groot.
Een vulkaan kan tijdens explosieve erupties grote hoeveelheden brokstukken (klasten) en stof uitwerpen, die tefra worden genoemd. De grootste brokstukken heten vulkanische bommen, kleinere klasten worden lapilli genoemd en het fijnste materiaal is vulkanische as. 
Soms klit lapilli samen met vulkanische as tot vorming van vulkanische tuf. 